# Lykke (tv-serie)
 For alternative betydninger, se Lykke (flertydig). (Se også artikler, som begynder med Lykke)
Lykke er en dansk komedie-drama-serie fra 2011, som er skrevet af Stig Thorsboe og Hanna Lundblad, instrueret af Kasper Gaardsøe og produceret af Katrine Vogelsang for DR. Serien havde premiere på DR 1 den 2. januar 2011 med anden sæsons premiere den 22. januar 2012, og løb frem til 11. marts 2012 med i alt 18 afsnit á ca. en times varighed fordelt på 2 sæsoner.
Serien følger den lettere neurotiske og meget ambitiøse karrierekvinde, Lykke, der sammen med sin tvillingebror, Thomas, kæmper med deres forældres nylige død på hver deres måde. Medvirkende i serien er bl.a. Mille Lehfeldt, Laus Høybye, David Dencik, Søren Pilmark, Lars Brygmann, Rasmus Botoft og Ann Eleonora Jørgensen.
Seriens titelsang “Out of it” blev sunget af Fallulah.

## Handling
Serien handler om de 25-årige tvillinger, Lykke og Thomas, der i første del af serien har mistet begge deres forældre. Den ene forsøger at finde lykken gennem karrieren og den anden gennem kærligheden. Sæson to havde premiere den 22. januar 2012. Her viser det sig, at forældrene ikke er døde, men har arbejdet som plastikkirurger i Mellemøsten. De bliver dog nødt til at vende tilbage til Danmark efter en fejloperation, og de "afdøde"s tilbagevenden skaber store problemer for tvillingerne.

## Medvirkende
| Skuespiller            | Rolle                  | Beskrivelse |
| ---------------------- | ---------------------- | --- |
| Mille Lehfeldt         | Lykke Leth             | Centreret om sin karriere, derfor intet privatliv. Uhyre dygtig og ambitiøs. Nyuddannet cand.merc.com. fra Copenhagen Business School med topkarakterer. Født i Danmark d. 13. august 1985 |
| David Dencik           | Anders Assing          | Psykiater, der mener piller ingenting løser. Bliver Lykkes nabo og er hendes tvillingebrors psykiater. |
| Laus Høybye            | Thomas Leth            | Lykkes tvillingebror, som ved at uddanne sig til cand.jur. Han lider af en depression, men nægter at tage sine piller. Da Anders Assing overtager ham som patient, opmuntrer Assing Thomas yderligere til ikke at tage dem. Han er hemmeligt forelsket i Maja, der er Lykkes veninde. I slutningen af sæson 1 bliver han kæreste med Maja, og i sæson 2 føder hun en søn. Født i Danmark d. 13. august 1985. |
| Mathilde Norholt       | Maja                   | Lykkes bedste veninde. Maja læser psykologi, men vil hellere bruge tiden på sit arbejde på caféen The Laundromat. I sæson 1 er hun on/off kæreste med Sigurd, som også arbejder på den samme café som hende, som kok. Bliver i slutningen af sæson 1 kæreste med Thomas, og føder i sæson 2 deres første barn, en søn.                                                                                       |
| Søren Pilmark          | Johannes Dam           | Bestyrelsesformand for Sanafortis og er gift med Jette. Hård og kynisk chef, indtil han kommer ud for en ulykke, hvorefter hans livssyn ændres kraftigt. |
| Bodil Jørgensen        | Jette Dam              | Direktørfrue og skolelærer. Optimistisk, i modsætning til sin mand. |
| Ann Eleonora Jørgensen | Charlotte              | Souschef i kommunikationsafdelingen hos Sanafortis. Starter i midten af sæson 1 sit eget firma. Bliver på samme tid skilt fra Claus. Undervurderet af sine chefer forsøger Charlotte at klatre op ad karrierestigen, indtil hun får sit eget. |
| Lars Brygmann          | Flemming Rønn Petersen | Kommunikationschef på Sanafortis. Lettere distræt type, der ofte tager æren for Charlottes og Lykkes arbejde, eller giver hende skylden for sine egne fejl. |
| Rasmus Botoft          | Claus                  | Charlottes eksmand, der arbejder som revisor. Claus mangler passion (og sex) i sit forhold med Charlotte og indleder derfor et forhold til parrets au pair-pige, Ada. Derefter bliver han skilt fra Charlotte. Bliver i slutningen af sæson 1 anholdt og sat i fængsel. |
| Louise Mieritz         | Eva                    | Sekretær i kommunikationsafdelingen på Sanafortis. |
| Timm Vladimir          | Niels Aagaard          | Adm. direktør hos Sanafortis. |
| Julie Christiansen     | Ada                    | Au-pair ansat hos Charlotte og Claus. Indleder en affære med Claus, som fører til at de bliver skilt. Stammer tilsyneladende fra Letland, men senere i sæson 1 finder man ud af, at hun er fra Ukraine. |
| Thomas Levin           | Frederik Krogh         | Topforsker på Sanafortis' alzheimerprojekt. |

### Øvrige medvirkende
- Casper Crump: Sigurd
- Michelle Bjørn-Andersen: Kursusleder
- Rita Angela: Esther – Hende med hunden
- Nastja Arcel: Helle Borup – vært på pengemagasinet
- Robert Ashe: Richard Jones
- Kaya Brüel: Susanne Kampmann – Anders Assings ekskone
- Martine Ølbye Hjejle: Malene – Datter af Charlotte og Claus
- Mette Horn: Kisser – Flemmings kone
- Bent Mejding: Dr. Vestergaard
- Tina Gylling Mortensen: Assings sekretær Gudrun Larsen
- Niels Olsen: Dr. Viktor Hanekam
- Lykke Scheuer: Ekspedient
- Inge Sofie Skovbo: Bente
- Klaus Tange: Far til Johannes
- Niels Anders Thorn: Arne – Ejendomsmægler
- Julie Zangenberg: Helena
- Henning Jensen: Ejner – Assings far
- Anne-Grethe Bjarup Riis: Tut – SOSU-assistent
- Bjarne Henriksen: Marius Jensen – Vagt ved Sanafortis
- Ditte Gråbøl: Ulla Jensen – Rengøringschef
- Füsen Eriksen: Ayse Sagirkaya - Rengøringsassistent
- Jens Jørn Spottag: Jens Christian – Far til Thomas og Lykke
- Paprika Steen Lene – Mor til Thomas og Lykke
- Dejan Cukic Alf

## Afsnit
| - Sæson 1: Afsnit 1-10 1. Fisken - 2. januar 2011 2. Hunden - 9. januar 2011 3. Musen - 16. januar 2011 4. Aben - 23. januar 2011 5. Fluen - 30. januar 2011 6. Geden - 6. februar 2011 7. Edderkoppen - 13. februar 2011 8. Ræven - 20. februar 2011 9. Katten - 27. februar 2011 10. Hesten - 6. marts 2011 | - Sæson 2: Afsnit 11-18 1. Sommerfuglen - 22. januar 2012 2. Rotten - 29. januar 2012 3. Anden - 5. februar 2012 4. Hvepsen - 12. februar 2012 5. Bisonoksen - 19. februar 2012 6. Hamsteren - 26. februar 2012 7. Duen - 4. marts 2012 8. Manden - 11. marts 2012 |